# Namadi
Namadi (nep. नामाडी) – gaun wikas samiti w środkowej części Nepalu w strefie Dźanakpur w dystrykcie Ramechhap. Według nepalskiego spisu powszechnego z 2001 roku liczył on 839 gospodarstw domowych i 3981 mieszkańców (2203 kobiet i 1778 mężczyzn).